# Philipp Hilbert
Philipp Hilbert (* 26. September 1911 in Frankenthal; † 5. September 1992 ebenda) war ein deutscher Profi-Radrennfahrer.
Im Alter von 16 Jahren begann Philipp Hilbert mit dem Radsport. Als Jugendlicher und Amateur konnte er 150 Siege auf Straße und Bahn erringen. 1929 wurde er Deutscher Meister. 1938 wurde der gelernte Eisengießer Profi; als er gerade Fuß fasste im Metier, brach der Zweite Weltkrieg aus. Als „kriegswichtiger Arbeiter“ in einer Eisengießerei wurde er jedoch erst 1943 eingezogen. In Italien geriet er kurz in Kriegsgefangenschaft.
Nach Kriegsende fuhr Hilbert zunächst wieder Rennen als Amateur, bis er 1947 erneut zu den Profis übertrat. 1948 nahm er am Grünen Band der IRA teil, einer Vorgängerin der Deutschland-Tour. Er beendete die 1510 Kilometer lange Rundfahrt als Sieger und erhielt dafür das Grüne Band sowie 600 Mark Siegprämie. Im Jahr zuvor hatte Hilbert bei der Rundfahrt, die 1947 erstmals nach dem Krieg wieder ausgetragen wurde, die Etappe von Düsseldorf nach Köln gewonnen. In späteren Jahren erzählte Hilbert gerne die Anekdote, dass er in der Nacht vor diesem Sieg bis morgens um 3 Uhr tanzen gewesen sei. 1949 gewann Hilbert erneut eine Etappe des „Grünen Bandes“.
1951 beendete Hilbert, „Schwarzer Zigeuner“ oder „Fips“ genannt, seine Karriere als Profi-Rennfahrer. Er betrieb anschließend ein Zigaretten- und Zeitschriftengeschäft mit einer Lotto-Annahmestelle und eine Firma für Spielautomatenaufstellung.